# Kecamatan Bojong (distrikt i Indonesien, Jawa Tengah, lat -6,97, long 109,59)
Kecamatan Bojong är ett distrikt i Indonesien.   Det ligger i provinsen Jawa Tengah, i den västra delen av landet, 300 km öster om huvudstaden Jakarta.